# Papier bezdrzewny

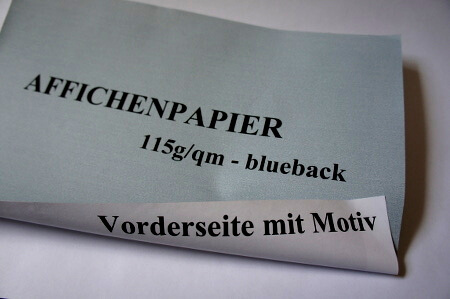
Papier plakatowy lub papier z podkładem pływającym

Papier bezdrzewny – rodzaj papieru wytwarzanego bez ligniny lub z bardzo małą jej zawartością.
Papier bezdrzewny jest pozbawiany ligniny występującej we włóknach drzewnych, a do produkcji tego papieru używa się celulozy. Usuwanie ligniny odbywa się metodami: siarczynową i siarczanową. Papier bezdrzewny w porównaniu do drzewnego jest odporniejszy na procesy starzenia się, ale jest bardziej przezroczysty.